# Братя Монголфие
Жозеф-Мишел и Жак-Етиен Монголфие или Братя Монголфие (на френски: Frères Montgolfier) са френски пионери във въздухоплаването.
Двамата братя Жозеф-Мишел (1740 – 1810) и Жак-Етиен (1745 – 1799) са две от общо 16 деца в семейството на Пиер Монголфие, който има фабрики за хартия в малкото градче Видалон близо до Аноне, Ардеш, Южна Франция. Докато вземат участие в бизнеса с хартия, те се интересуват и от научни експерименти, свързани с динамичната аеронавтика. През 1782 г. откриват, че торба от хартия или лек плат се издига нагоре, когато се изпълни с горещ въздух.
Изобретението на Монголфие е представлявало малка топка с копринена покривка, която на дъното си е имала отвор. Под този отвор са горели хартия, слама и вълна, а топлият топъл въздух влизал в „топката“, като по този начин я повдигал във въздуха. Първоначално експериментите се провеждали на закрито. След това братята създават по-големи модели и започват да провеждат своите опити на открито, убедени, че изгарянето на смес от слама и вълна образува „електрически дим“, който повдига изпълненото с него тяло. Впоследствие това твърдение е опровергано.
Първата публична демонстрация на безпилотен балон, направен от груб ленен плат, е направена на 5 юни 1783 г. в Аноне. Балонът, с диаметър 39 фута, достига височина от около 1800 метра. Полетът му продължава около 10 минути и се приземява на 4200 фута от мястото на издигането му.
Първият им модел на въздушния балон, изпълнен с горещ въздух („монголфиер“), се появява почти едновременно с балона, изпълнен с водород, който създава техния сънародник, физикът Жак Александър Сезар Шарл. Неговото постижение води до значителен напредък във въздухоплаването. Така балоните, изпълнени с топъл въздух, получават наименованието „монголфиери“, а тези с водород – „шарлиери“. Първият шарлиер се издига над Париж на 27 август 1783 г.
На 19 септември 1783 година провеждат втори опит, като този път балонът има „екипаж“ – овца, петел и една патица.
Първият пилотиран полет с екипаж от 2 души датира от 21 ноември 1783 г., когато Пилатр де Розие и маркиз д’Арланд летят с балон над Париж.